# Ranunculus saruwagedicus
Ranunculus saruwagedicus är en ranunkelväxtart som beskrevs av Hj. Eichl.. Ranunculus saruwagedicus ingår i släktet ranunkler, och familjen ranunkelväxter. Inga underarter finns listade i Catalogue of Life.